# Zbieżność według miary
Zbieżność ciągu funkcji według (pewnej) miary to rodzaj zbieżności ciągów funkcyjnych rozważany w teorii miary i analizie matematycznej. Aby ocenić, czy dany ciąg funkcyjny {\displaystyle f_{n}} zbiega do danej funkcji granicznej {\displaystyle f}, mierzy się wielkości zbioru punktów dziedziny ciągu funkcyjnego, dla których ciąg funkcyjny nie zbiega do funkcji granicznej, przy czym: a). jeżeli zbiór ten ma miarą zerową, to uznaje się, że ciąg funkcyjny jest zbieżny do funkcji granicznej (sytuacja taka może zachodzić np. dla funkcji, które są rozbieżne jedynie w punktach izolowanych) b). gdy zaś zbiór ten ma miarę niezerową, to uznaje się, że ciąg funkcyjny nie  jest zbieżny do funkcji granicznej (zbieżność jest niewystarczająca). W pomiarze istotne jest przyjęcie konkretnej miary, zależnie od rozpatrywanego zagadnienia.
Pojęcie pojawiło się w sferze zainteresowań matematyków z początkiem XX wieku. W teorii prawdopodobieństwa i statystyce ten rodzaj zbieżności nazywany jest zbieżnością według prawdopodobieństwa lub zbieżnością stochastyczną.

## Definicja

### Zbieżność według miary
Niech {\displaystyle (\Omega ,{\mathcal {F}},\mu )} będzie przestrzenią z miarą {\displaystyle \mu } określoną na podzbiorach {\displaystyle A} zbioru {\displaystyle \Omega } (tj. zakłada się, że podzbiory te należą do tzw. σ-ciała {\displaystyle {\mathcal {F}}} zbioru {\displaystyle \Omega }, co gwarantuje spójne przyporządkowanie miary tym podzbiorom, np. długości, pola powierzchni, objętości, prawdopodobieństwa, itd.).
Mówi się, że ciąg funkcji prawie wszędzie skończonych {\displaystyle f_{n}\colon A\to {\overline {\mathbb {R} }},\,n\in \mathbb {N} } jest zbieżny według miary {\displaystyle \mu } do funkcji {\displaystyle f\colon A\to {\overline {\mathbb {R} }},} gdy:
{\displaystyle \bigwedge \limits _{\varepsilon >0}\ \lim _{n\to \infty }\,\mu {\big (}\,\{x\in A\colon \,|f_{n}(x)-f(x)|\geqslant \varepsilon \,\}\,{\big )}=0}
tj.: zbieżność ta zachodzi, gdy w granicy {\displaystyle n\to +\infty } zerowa jest miara zbioru  tych punktów {\displaystyle x} dziedziny {\displaystyle A} ciągu funkcyjnego, dla których {\displaystyle |f_{n}(x)-f(x)|\geq \varepsilon }. Oznacza to, że jedynie w izolowanych punktach granica ciągu funkcji może nie być zgodna z funkcją graniczną {\displaystyle f} (np. gdy istnieją punkty, gdzie funkcje ciągu mają nieciągłości lub w których są rozbieżne do nieskończoności)

### W teoria prawdopodobieństwa
Niech {\displaystyle (\Omega ,{\mathcal {F}},P)} będzie przestrzenią probabilistyczną.
Przypadek jednowymiarowy
Niech {\displaystyle X,X_{1},X_{2},...:\Omega \to \mathbb {R} } będą zmiennymi losowymi. 
Ciąg zmiennych losowych {\displaystyle (X_{n})_{n\in \mathbb {N} }} jest zbieżny według prawdopodobieństwa (lub zbieżny stochastycznie) do zmiennej {\displaystyle X,} jeżeli
{\displaystyle \bigwedge \limits _{\varepsilon >0}\ \lim \limits _{n\to \infty }P\left(\{\omega \in \Omega :|X_{n}(\omega )-X(\omega )|<\varepsilon \}\right)=1.}
tj.: zbieżność ta zachodzi, gdy w granicy {\displaystyle n\to +\infty } jednością jest miara zbioru tych punktów {\displaystyle \omega } dziedziny {\displaystyle \Omega } ciągu zmiennych losowych, dla których {\displaystyle |X_{n}(x)-X(x)|<\varepsilon }. Oznacza to, że jedynie w punktach izolowanych granica ciągu zmiennych losowych nie jest zgodna ze zmienną graniczną {\displaystyle X}.
Ciąg zmiennych losowych {\displaystyle (X_{n})_{n\in \mathbb {N} }} nazywamy stochastycznie zbieżnym do stałej {\displaystyle c,} jeżeli
{\displaystyle \bigwedge \limits _{\varepsilon >0}\ \lim \limits _{n\to \infty }P\left(\{\omega \in \Omega :|X_{n}(\omega )-c|<\varepsilon \}\right)=1.}
Przypadek wielowymiarowy
Niech {\displaystyle X,X_{1},X_{2},...:\Omega \to \mathbb {R} ^{s}} będą wektorami losowymi. Ciąg wektorów losowych {\displaystyle (X_{n})_{n\in \mathbb {N} }} jest zbieżny według prawdopodobieństwa (lub zbieżny stochastycznie) do wektora {\displaystyle X,} jeżeli
{\displaystyle \bigwedge \limits _{\varepsilon >0}\ \lim \limits _{n\to \infty }P\left(\{\omega \in \Omega :\|X_{n}(\omega )-X(\omega )\|<\varepsilon \}\right)=1,}
gdzie {\displaystyle \|{\cdot }\|:\mathbb {R} ^{s}\to [0,\infty )} oznacza normę euklidesową w {\displaystyle \mathbb {R} ^{s}.}

## Twierdzenia o zbieżności według miary
- Każdy ciąg zbieżny prawie jednostajnie jest zbieżny prawie wszędzie i według miary (do tej samej funkcji).
- Każdy ciąg zbieżny według miary spełnia warunek Cauchy’ego według miary.
- Twierdzenie Riesza.